# Limpung (onderdistrict)
Limpung is een onderdistrict (kecamatan) in het regentschap Batang in de Indonesische provincie Midden-Java op Java.

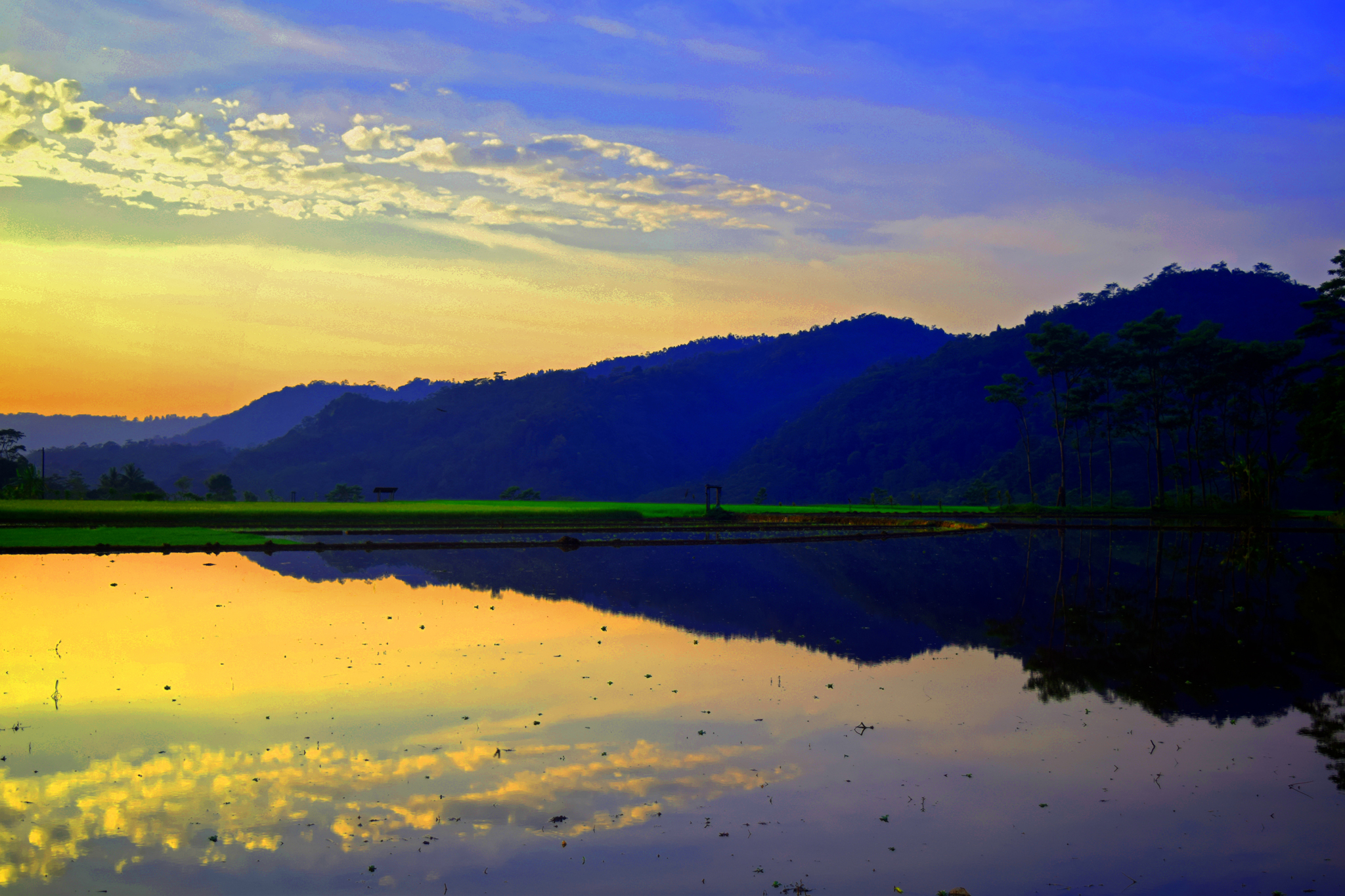
De weerspiegeling van de heuvel in het onbeplante rijstveld. Het Limpung gebied.

| Plaats code | Naam kelurahan, plaatsen en dorpen | Inwoners in 2010 |
| ----------- | ---------------------------------- | ---------------- |
| 001         | Sidomulyo                          | 2.839            |
| 002         | Donorejo                           | 1.943            |
| 003         | Tembok                             | 1.953            |
| 004         | Sukorejo                           | 1.995            |
| 005         | Ngaliyan                           | 1.618            |
| 006         | Amongrogo                          | 2.359            |
| 007         | Plumbon                            | 1.931            |
| 008         | Babadan                            | 3.917            |
| 009         | Sempu                              | 1.960            |
| 010         | Limpung                            | 3.590            |
| 011         | Kepuh                              | 1.341            |
| 012         | Kalisalak                          | 2.531            |
| 015         | Pungangan                          | 2.259            |
| 016         | Rowosari                           | 2.078            |
| 017         | Dlisen                             | 2.253            |
| 023         | Wonokerso                          | 2.232            |
| 024         | Lobang                             | 1.884            |

## Linken
- Neededthing, Het bestuur van het District Limpung, regentschap Batang